# Briane Bicca
Briane Elisabeth Panitz Bicca (née en 1946 à Porto Alegre, où elle est morte le 2 juin 2018) est une architecte brésilienne. Elle est considérée comme l’une des principales professionnelles dans la lutte pour la préservation du patrimoine culturel au Brésil.
De 1979 à 1992, elle était technicienne à l’Institut national du patrimoine artistique et historique du Brésil (IPHAN pour Instituto do Patrimônio Histórico e Artístico Nacional en portugais), lorsqu’elle a coordonné le groupe de travail pour que la ville de Brasília devienne un site du patrimoine mondial de l’humanité. De 1992 à 2001, elle était la responsable de la mise en œuvre et de la coordination du Secteur de culture de l’Organisation des Nations Unies pour l’éducation, la science et la culture (UNESCO) au Brésil.

## Formation
Briane Bicca a été diplômée à la Faculté d’architecture de l’Université fédérale du Rio Grande do Sul (UFRGS) en 1969. Dix ans plus tard, elle a obtenu un doctorat en Urbanisme à l’Université de Grenoble. Elle s’est spécialisée en conservation architecturale au Centre international d’études pour la conservation et la restauration des biens culturels (ICCROM) à Rome en 1989. L’année suivante, elle a complété un post-doctorat en Conservation du patrimoine historique au Palais Chaillot à Paris.

## Carrière

### Technicienne au IPHAN
Comme technicienne de l’Institut national du patrimoine artistique et historique du Brésil (IPHAN), Briane Bicca a participé à deux des principaux projets de préservation du patrimoine brésilien : le Programme des villes historiques (Programa das Cidades Históricas en portugais) dans les années 1970, et le Programme Monumenta (Programa Monumenta en portugais) dans les années 1990.

#### Brasília

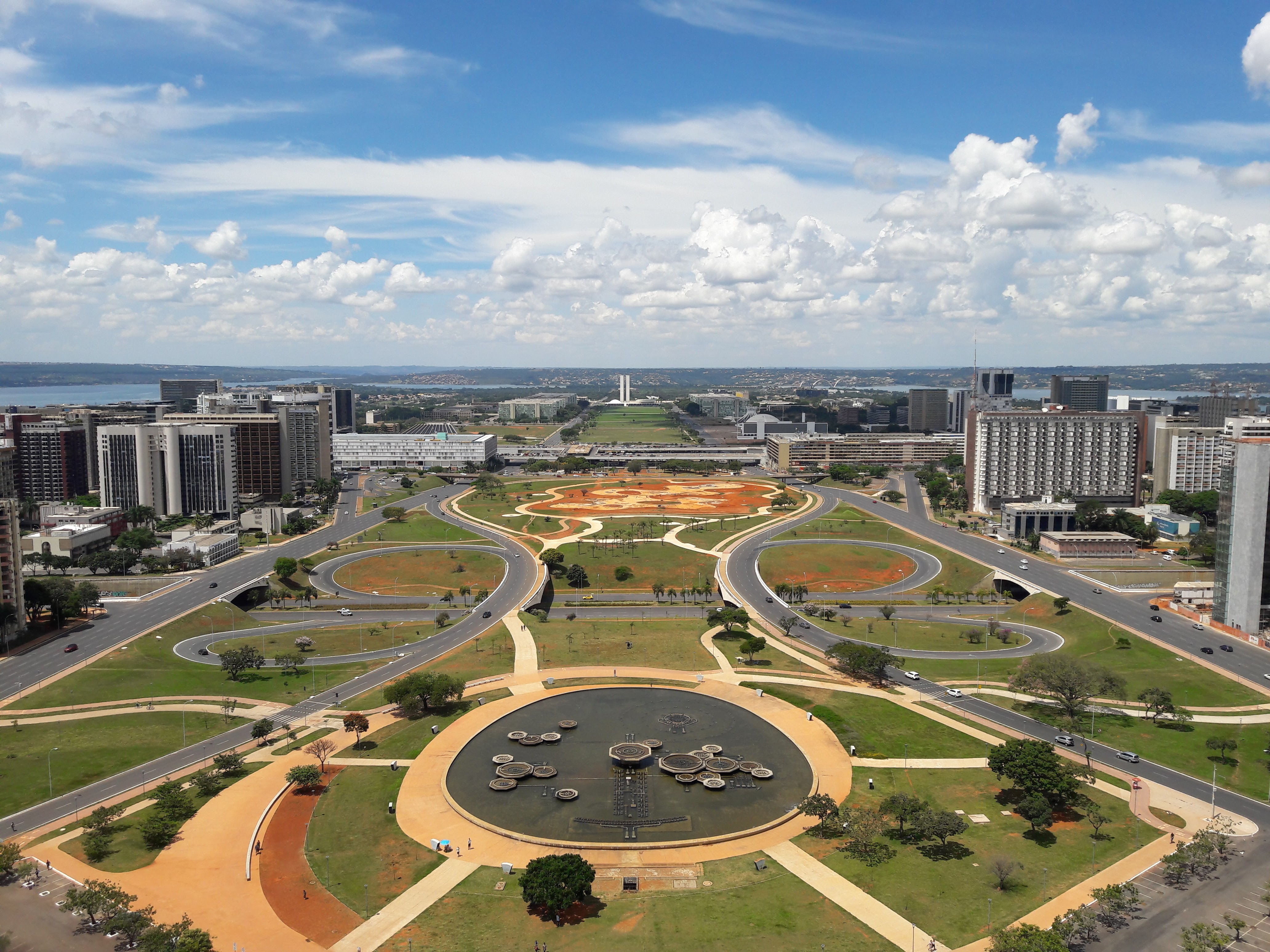
L'Axe monumental à Brasilia.

À Brasília, où elle a élu domicile, l’architecte a coordonné le groupe de travail pour la préservation du patrimoine historique et culturel de la ville (GT Brasília), un groupe technique créé par le designer Aloísio Magalhães (président de l’IPHAN à l’époque) en 1981 pour étudier et proposer des mesures de protection. Ce groupe, le premier institutionnellement créé à cet effet, était composé de professionnels de l’IPHAN, de l’Université de Brasília (UnB) et du gouvernement du District fédéral. 
C’était sous la coordination de Bicca que le groupe de travail a préparé le dossier technique de la candidature victorieuse pour que Brasília devienne un site du patrimoine mondial de l’humanité. La  capitale brésilienne est devenu la première ville fondée au XXe siècle (et aussi la première ville moderne) inscrite sur la Liste du patrimoine mondial de l’UNESCO le 7 décembre 1987, seulement 27 ans après son inauguration,. Cette récompense a été fondamentale pour la préservation du Plan pilote conçu par l’architecte Lúcio Costa et construit sous le gouvernement du président Juscelino Kubitschek.

### Secteur de la culture de l’UNESCO au Brésil

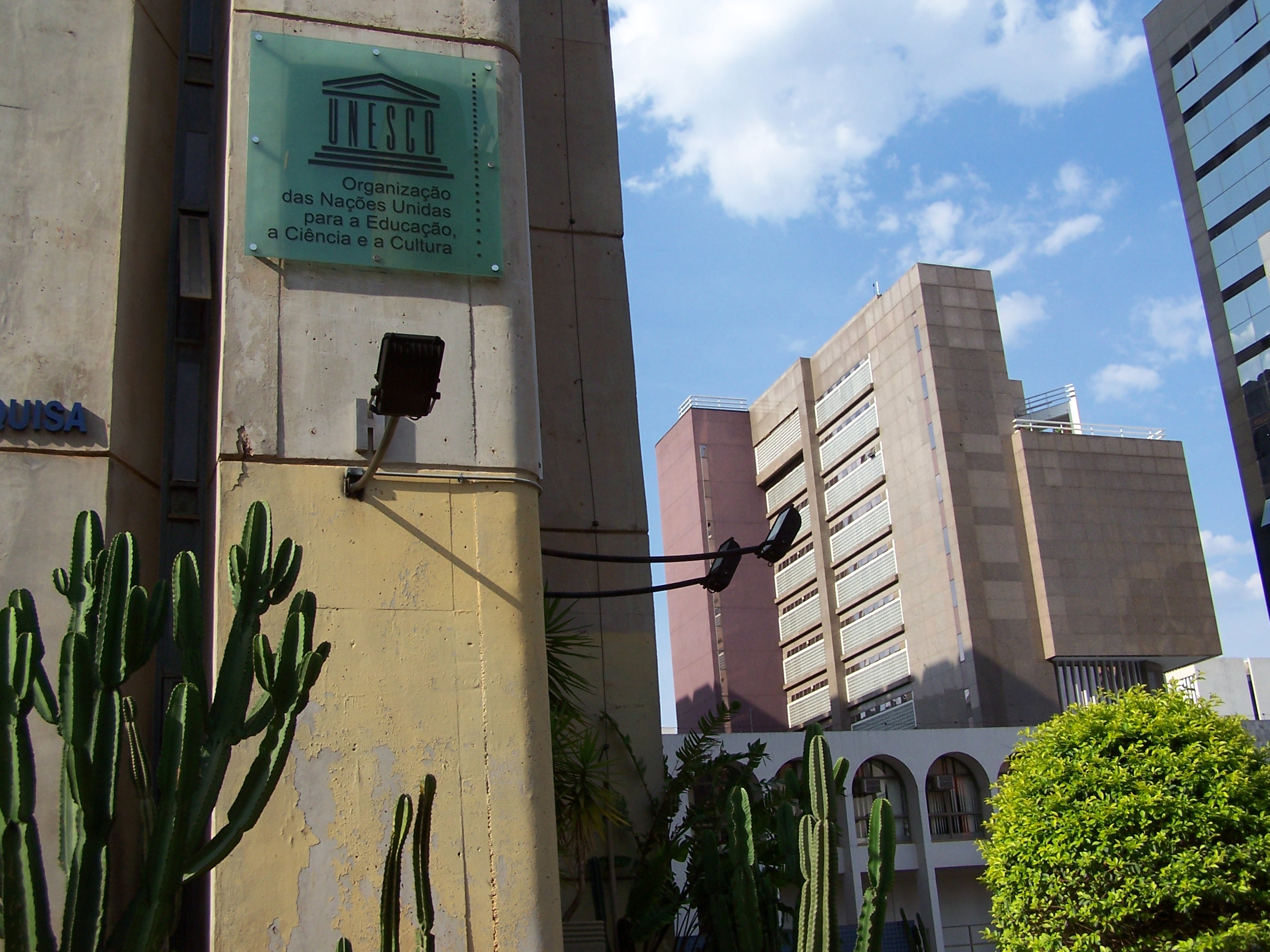
Bureau de l'UNESCO à Brasilia.

Briane Bicca a été responsable de la mise en œuvre et de la coordination, entre 1992 et 2001, du Secteur de la culture de l’UNESCO au Brésil. En 2006, la Représentation de l'UNESCO au Brésil a publié Arquitetura na Formação do Brasil (L’architecture dans la formation du Brésil), un livre organisé par Briane Bicca et Paulo Bicca. Avec des textes d'éminents universitaires de différentes régions du pays, la publication est devenue une bibliographie de référence dans l'analyse des relations entre des activités économiques et la production d'espaces au Brésil. Les deux images sur la couverture de ce livre sont des photographies prises par le français Marcel Gautherot.

### Retour à Porto Alegre

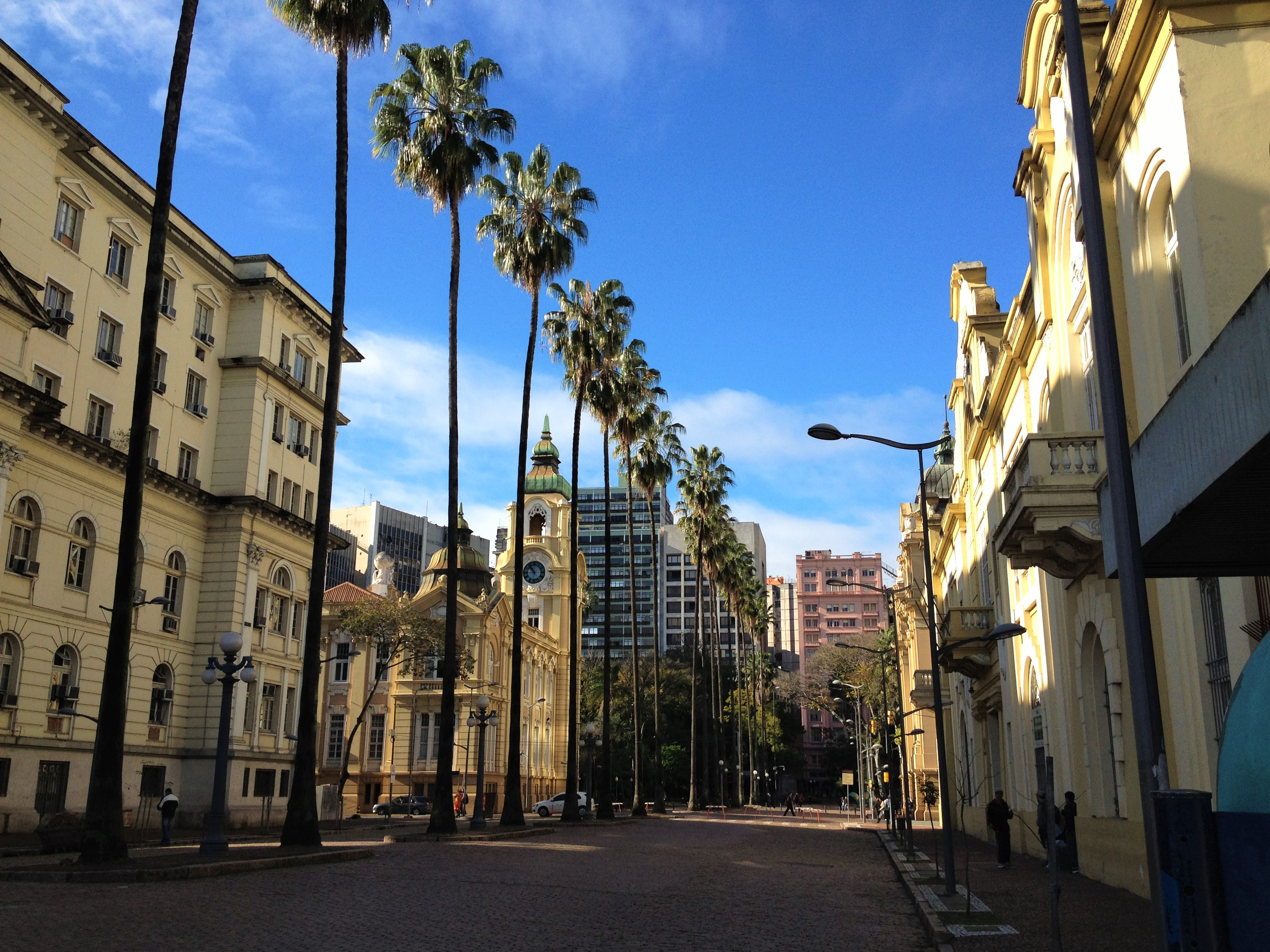
Avenue Sepúlveda à Porto Alegre.

À son retour à Porto Alegre, elle a assumé la coordination locale du programme Monumenta, une initiative du ministère de la Culture du Brésil visant à la requalification des centres urbains historiques. Elle a obtenu des résultats significatifs dans la récupération des espaces et la restauration des bâtiments du centre historique de la plus grande ville du sud du Brésil. Ses plus grandes contributions ont été les projets de revitalisation de l'Avenue Sepúlveda (Avenida Sepúlveda), de la Place des douanes (Praça da Alfândega), de la Place de la matrice (Praça da Matriz) et du Marché public (Mercado Público) après l'incendie de 2013.
Dans les dernières années de sa vie, Briane a été membre du Conseil supérieur de l'Institut des architectes du Brésil (IAB) et du Conseil d’architecture et d’urbanisme (CAU) brésilien. Elle a également coordonné le Programme d’accélération de la croissance - villes historiques (Programa de Aceleração do Crescimento - Cidades Históricas en portugais) à Porto Alegre.